# Utrine
Utrine è un villaggio della Serbia situato nella municipalità di Ada, nel distretto del Banato Settentrionale, nella provincia di Voivodina. La popolazione, maggiormente di etnia Ungherese, conta 1 038 abitanti (censimento del 2002).